# Maja Bay Østergaard
Maja Bay Østergaard (28 marzo 1998) è una calciatrice danese, portiere del Växjö DFF e della nazionale danese.

## Carriera

### Club
Dopo aver vestito nella prima parte della carriera la maglia del Vildbjerg Sportsforening, durante la sessione estiva di calciomercato 2018, Østergaard decide di trasferirsi al Thy-Thisted Q, neopromosso in Elitedivisionen a un anno dalla sua istituzione, contribuendo alla sua prima stagione a far raggiungere alla sua squadra, pur con qualche difficoltà, il sesto posto in campionato e la conseguente salvezza. Da titolare quasi inamovibile, Østergaard difende la porta del club di Thisted per le successive quattro stagioni che se in campionato risultavano altalenanti nei risultati, il migliore il quarto posto nelle edizioni 2019-2020 e 2021-2022, diversamente in Coppa di Danimarca vedevano la squadra raggiungere importanti piazzamenti in Coppa di Danimarca, giocando tre finali consecutive tra il 2020 e 2022, con quella del 2021 vinta 2-1 sulle avversarie del Brøndby Dopo aver raggiunto le 100 presenze nel corso del |campionato 2022-2023, Østergaard annuncia la sua intenzione di lasciare il club per continuare la sua esperienza professionale all'estero.
Durante la successiva pausa invernale di calciomercato, nel dicembre 2023 viene annunciato il suo trasferimento al Växjö DFF.

### Nazionale
Østergaard ha ricevuto la prima convocata dalla Federcalcio danese (DBU) nel 2016, inizialmente nella formazione under 19, con la quale ha disputato le edizioni 2016 e 2017 del torneo di La Manga.
Ad inizio 2023 è arrivata la sua prima convocazione in nazionale maggiore, chiamata dal commissario tecnico Lars Søndergaard come vice di Lene Christensen e Kathrine Larsen, debuttando in amichevole con la Norvegia nell'incontro preparatorio al mondiale di Australia e Nuova Zelanda vinto 2-0 il 18 febbraio 2023 allo stadio Francis Le Basser di Laval. Dopo una seconda partita contro il Giappone il successivo 11 aprile, con vittoria danese di misura senza subire reti, Søndergaard l'ha inserita nella rosa delle 23 calciatrici convocate per il campionato mondiale, senza tuttavia essere impiegata nel corso del torneo FIFA.
L'anno successivo Østergaard è tornata in nazionale, venendo convocata dal nuovo CT Andrée Jeglertz per l'amichevole con l'Austria del 28 febbraio 2024, conclusa in parità 1-1. È stata impiegata con regolarità nei mesi successivi nella fase di qualificazione all'europeo di Svizzera 2025, contribuendo a raggiungere l'accesso alla fase finale, in una serie di amichevoli, e nella fase a gironi dell'UEFA Women's Nations League 2025.

## Palmarès

### Club
- Coppa di Danimarca: 1

Thy-Thisted Q: 2020-2021